# Françoise Valléry
Françoise Valléry, född 23 juli 1941 i Nancy, är en fransk skådespelare. 

## Filmografi
- 1956 - Ringaren i Notre Dame
- 1956 - En yankee i Paris
- 1954 - Lilla helgonet